# Aykut Barka

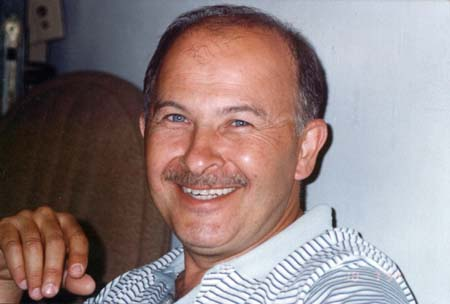
Aykut Barka

Aykut Barka (Istanboel, 16 december 1951 - aldaar, 1 februari 2002) was een Turkse aardwetenschapper. Hij is het best bekend voor zijn bijdragen aan inzicht in het gedrag van de Noord-Anatolische Breuk (NAF), een van de meest actieve breuken in de wereld.
Hij werd geboren in het district Fatih van Istanboel in 1951. Hij promoveerde met PhD in 1981 aan de Universiteit van Bristol, Verenigd Koninkrijk onder toezicht van dr. P.L. Hancock met een proefschrift over "Seismotectonic Aspects of the North Anatolian Fault Zone".
Hij werkte en studeerde Geowetenschappen in sommige best beoordeelde instituten over de hele wereld, met inbegrip van het Institut de physique du globe de Paris, École Normale Superieure, MIT Earth Resources Laboratory, Universiteit van Bristol en de Geological Survey of Japan.
In 1997 publiceerde Barka met Ross Stein en James H. Dieterich van USGS een document getiteld "Progressive failure on the North Anatolian Fault since 1939 by earthquake stress triggering", dat de migratie van grote aardbevingen en positieve stress accumulatie in de Marmara regio laat zien. Slechts twee jaar na dit document werd gepubliceerd, is İzmit getroffen door een hevige aardbeving met meer dan 20.000 slachtoffers.
Aykut Barka overleed op 1 februari 2002 vanwege letsel geleden bij een auto-ongeluk vijf weken eerder. Hij was getrouwd en had twee jonge kinderen.